# Parc de Joan Reventós
El parc de Joan Reventós és un parc públic situat al barri de Sarrià, districte de Sarrià - Sant Gervasi de Barcelona (Catalunya), entre els carrers de Ràfols, la riera de les Monges i la Ronda de Dalt. Neix de la urbanització del que es coneix popularment com a torrent de les Monges, que deu el seu nom al convent de les Monges del Sagrat Cor de Sarrià que el travessa. És un espai verd que disposa de dos accessos i compta amb 20.091 metres quadrats (dues hectàrees) de vegetació autòctona, passejos i una àrea de joc infantil. Es construí majoritàriament durant l'any 2008 i s'inaugurà el diumenge 17 de maig del 2009. Connecta el centre històric de Sarrià amb la Ronda de Dalt, Can Sentmenat i el parc natural de Collserola.
El parc se situa al voltant de la Riera de les Monges, via torrencial que recull aigua pluvial. Per aquesta raó, s'hi instal·là un important sistema de drenatge i depuració natural amb col·lectors que condueixen l'aigua al centre de la ciutat. En cas de grans pluges, existeix una zona inundable que evita desbordaments.
El projecte final tingué un cost de 5,7 milions d'euros. Però ja està prevista una segona fase en la qual s'obriran dues noves entrades, es restaurarà un pont per a l'ús públic i es guanyaran 6.000 metres quadrats més de terreny.

## Nom

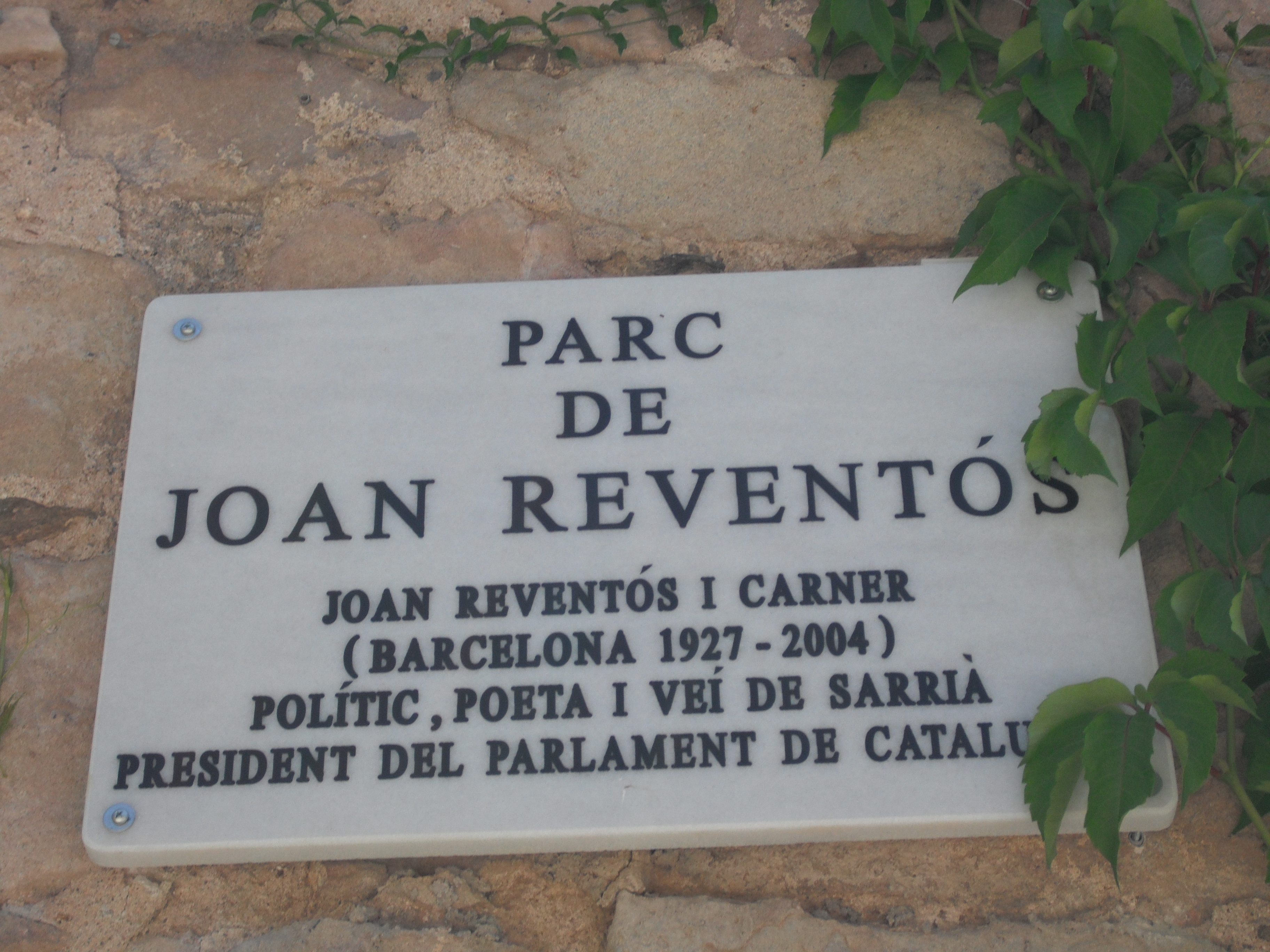
Placa amb el nom del parc, dedicat a Joan Reventós i Carner.

Durant la fase de projecte, aquest s'havia anomenat parc de la Riera de les Monges, en referència al seu emplaçament. Més tard, però, el Consell Plenari del Districte decidí per unanimitat donar el nom de Joan Reventós al parc. Així, l'ajuntament homenatjava un important polític sarrianenc que fou un dels fundadors del Partit dels Socialistes de Catalunya i també president del Parlament de Catalunya, mort l'any 2004.